# Río Sever
El río Sever es un río de la península ibérica, de 63 km de curso, afluente de la margen izquierda del río Tajo. Constituye parte de la frontera entre la española provincia de Cáceres y el portugués distrito de Portalegre. Nace en la sierra de San Mamés, en Portugal, recibe aguas de España, recorre los términos municipales de Valencia de Alcántara, Herrera de Alcántara y Cedillo, donde se une al Tajo en el embalse de Cedillo, cuando el río abandona España.
Aparece descrito en el decimocuarto volumen del Diccionario geográfico-estadístico-histórico de España y sus posesiones de Ultramar de Pascual Madoz de la siguiente manera:

SEVER: r. en la prov. de Cáceres, part. jud. de Valencia de Alcántara: nace dentro del reino de Portugal, á 2 ½ leg. al S. de Valencia en unos ojos muy abundantes; viene caminando al N. hasta el sitio llamado la Negra, térm. de esta v., y corre luego partiendo límites entre Marvaon y Castelldavid en Portugal, por una parte y Valencia de Alcántara por otra; sigue en los mismos términos, entre Montalbaon y Cedillo, y desemboca en el Tajo poco despues: su total curso es de 8 leg. y recibe las aguas del Alburrel (v.) manteniendo su corriente: da movimiento á 12 molinos harineros, riega algunas huertas, prod. escelentes peces y alguna trucha, y sus orillas estan en parte sombreadas por el castaño, el aliso, el fresno y otros árboles que proporcionan sitios deliciosos. No tiene puentes, pudiendo vadearse por cualquier punto.
(Madoz, 1849, pp. 208-209)